# Abbaye de Viboldone
L’abbaye de Viboldone est une abbaye du XIIIe siècle située à San Giuliano Milanese dans la province de Milan en Italie.

## Notes et références

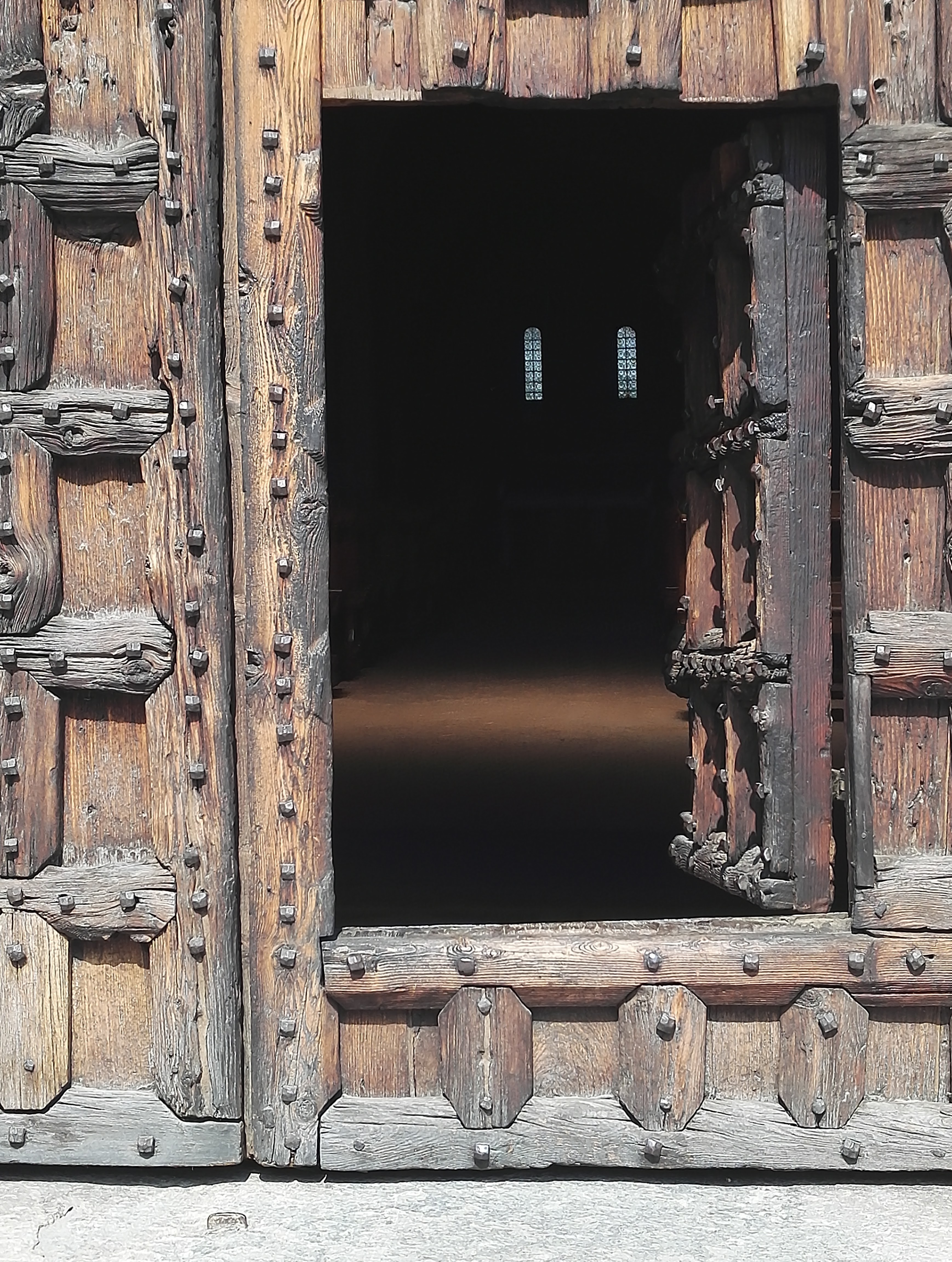
Abbaye Viboldone - détail du portail